# Vârful Mălaia, Munții Siriu
Vârful Mălaia este cel mai înalt vârf din Masivul Siriu, având altitudinea de 1.662 m. Aparține lanțului muntos al Carpaților Orientali (grupa Carpaților de Curbură).